# Grad Ulft
Grad Ulft je bil grad vzhodno od istoimenske vasi Ulft v nizozemski provinci Gelderland, kjer je stal na vzhodnem bregu rekeOude IJssel, severno od izliva reke Aa-strang. Sestavljen je bil iz skupine zgradb in prizidkov, ki so bili zgrajeni v obdobju več stoletij. Zadnje ostanke so porušili leta 1892, nato pa so na tem mestu zgradili kmetijo. 

## Zgodovina
Grad je je bil verjetno prvotno grad mota in je pripadal gospodom Ulftom. Okoli leta 1300 je grad ali dvorec prešel v roke plemiške rodbine Heeckerenskih. Najstarejša neposredna omemba gradu je iz leta 1326, ko je bil dobro opisan kot Gelderski fevd v nekdanjem gospostvu Ulft. Gospod Evert Heeckerenski iz Ulfta se je tega leta poročil z Matildo Berško, hčerko Adama II. Berškega. Pravnuk gospoda Everta po imenu Friderik je leta 1427 zastavil del gradu Viljemu II. Berškemu  (Viljemu Bogatemu). Kasneje, v letih 1450 in 1453, mu je najprej prodal gospostvo in nato še grad. Ta Viljem je leta 1453 dal ponovno zgraditi okrogel stolp in kapelo ter sodno hišo. To se ni zgodilo hkrati, saj je bilo zemljišče fevd kölnskega nadškofa, grad pa fevd vojvode Gelders. Znana prebivalca gradu sta bila kasneje Viljem IV. Berški in njegova žena Marija Nassauska. On sam, njegova žena in njuni otroci Osvald, Vilhelmina, Adam, Juliana in morda tudi Louis so bili po smrti (v letih med 1586 in 1599 ) pokopani tukaj v oboku enega od majhnih stolpov. Po Viljemovi smrti je grad izgubil pomen in grofje Berški so se umaknili v rezidenco na  grad Bergh. Grad Ulft je bil takrat uporabljen izključno kot lovska koča Grad je ostal v lasti grofov Berških, dokler ga knez Karel Anton Berški Hohenzollern-Sigmaringenski okoli leta 1872 ni prodal.
Kako je grad izgledal v srednjem veku, ni znano, ker ni nobene risbe. Na območju prvotnega dvorca so zgradili grad, ki je bil omenjen 1326. Okrogli vogalni stolp je lahko ostanek mote. Grad so skozi stoletja nenehno širili. Srednjeveški stolp je bil leta 1734 porušen do tal. Grad je leta 1743 imel kvadraten tloris z jarkom in stolpom na treh vogalih. Vhod je bil obrnjen proti zahodu in sta ga varovala 'pečni stolp' in 'dvorana'. Okoli leta 1894 je bil glavni tok rečice Aa-stranga premaknjen proti jugu, tako da se zdaj konča južneje v Oude IJsselu. Od takrat naprej se je stari Aa-strang imenoval "Olde Strang". Grajski hrib se še vedno nahaja v pokrajini na severni strani Stockhorsterwega.
Med osemdesetletno vojno je bil grad oblegan. Po letu 1765 je bil grad prepuščen propadu in so ga postopoma rušili. Leta 1761 so porušili stolp, v katerem so pokopali grofa Viljema IV. in njegove družinske člane. Njihove posmrtne ostanke so prenesli v cerkev v Gendringenu. Cerkev je zgorela med velikim požarom v Gendringenu leta 1830. Ruševine gradu so bile porušene leta 1892 in na tem mestu so bile leta 1896 zgrajene dve hiše na Voorstsestraatu v Ulftu, ki tam stojita še  danes. Nad vhodnimi vrati ene od njih je plošča z grbom grofov Berških in Nassauskih, kot edini vidni ostanki gradu Ulft. Na prvotni grad spominja še poravnana grajska gomila.